# Jonathan Gilad
Jonathan Gilad (* 17. Februar 1981 in Marseille) ist ein französischer Pianist.

## Leben
Gilad gilt unter Kritikern als außergewöhnliche Klavierbegabung. Er gewann bereits mit elf Jahren den Premier Grand Prix de la Ville de Marseille, den internationalen Jugend-Wettbewerb Prémio Mozart in Genf sowie den Preis der Sommerakademie in Salzburg.
Da Gilad nach seiner Ausbildung in Marseille zu jung für das Pariser Konservatorium war, wurde er zunächst vom Pianisten und Pädagogen Dmitri Baschkirow betreut, den er auch später noch regelmäßig in Madrid aufsuchte. 1996 trat er erstmals in den USA auf und feierte in Chicago große Publikumserfolge, als er als Ersatz für Maurizio Pollini einspringen musste. Es folgten diverse Auftritte beim Klavierfestival Ruhr, im finnischen Kuhmo, in Verbier, Ravinia, Moskau und Sankt Petersburg.
Im Oktober 1998 veröffentlichte Gilad sein erstes Solo-Album mit dem Titel „Debut“ mit Werken von Mozart, Beethoven und Brahms.
Jonathan Gilad ist diplomiert von der École polytechnique in Paris und der École Nationale des Ponts et Chaussées. 
| Personendaten    | Personendaten         |
| ---------------- | --------------------- |
| NAME             | Gilad, Jonathan       |
| KURZBESCHREIBUNG | französischer Pianist |
| GEBURTSDATUM     | 17. Februar 1981      |
| GEBURTSORT       | Marseille             |